# Bernard Tellegen
Bernard D.H. Tellegen (Winschoten, 24 giugno 1900 – Eindhoven, 30 agosto 1990) è stato un ingegnere olandese specializzato in elettrotecnica.
Viene ricordato soprattutto per essere stato l'inventore del pentodo e del giratore, oltre ad aver introdotto il teorema di conservazione delle potenze virtuali, noto anche come teorema di Tellegen.
Dopo essersi laureato in ingegneria elettrica all'Università di Delft nel 1923, iniziò a lavorare presso i laboratori di ricerca della  Philips a Eindhoven. Nel 1926 inventò il pentodo, mentre il giratore fu creato da lui nel 1948. Ha registrato in tutto 41 brevetti negli Stati Uniti d'America.
Dal 1946 al 1966 Tellegen fu professore aggiunto di teoria dei circuiti all'Università di Delft. Dal 1942 al 1952 è stato presidente e membro onorario della Nederlands Elektronica- en Radiogenootschap (Società Elettronica e Radio dei Paesi Bassi). Nel 1953 l'Australian Institute of Radio Engineers conferì all'ingegnere olandese la carica di membro onorario a vita.
Tellegen fu eletto membro dell'Accademia Reale delle Arti e delle Scienze dei Paesi Bassi nel 1960. Nel 1970 l'Università di Delft gli diede una laurea honoris causa. Inoltre Tellegen è stato socio della IEEE e vinse la Medaglia Edison nel 1973 con la seguente motivazione: per una creativa carriera di risultati significativi nella teoria dei circuiti elettrici, compreso il giratore.